# Verena Jooß
Verena Jooß (nascida em 9 de janeiro de 1979) é uma ciclista alemã, que compete em provas de ciclismo de estrada e pista.

## Carreira
Em 2006, Jooß conquistou a medalha de bronze no contrarrelógio do Campeonato Mundial Universitário de Ciclismo, atrás de Ellen van Dijk e Loes Gunnewijk. Em 2008, ela fez parte da equipe alemã que ganhou a medalha de bronze na perseguição por equipes do Campeonato Mundial de Ciclismo em Pista e terminou em décimo na perseguição individual. Jooß competiu na pista nos Jogos Olímpicos de Pequim 2008 em perseguição individual feminino, onde terminou em 11º. Também participou na corrida por pontos feminino, não conseguindo terminar a competição.